# Brady Ellison
Brady Lee Ellison (Glendale, 27 ottobre 1988) è un arciere statunitense.

## Biografia

### Vita privata
Brady Ellison ha dato vita a Brady's Shot For The Cure un'iniziativa benefica per poter raccogliere fondi al fine di combattere il cancro al seno. Per questa iniziativa, Brady ha creato degli speciali bracciali rosa, acquistabili tramite il sito web oppure in tutte le competizioni nazionali e internazionali a cui lui è presente. In alternativa è possibile fare delle donazioni, sempre nel sito. Inoltre, per come gesto per poter richiamare l'attenzione su questo problema, Brady dal 2009 tira con un arco rosa, lo stesso colore dei bracciali e di tutta la campagna benefica. 
Dal 2011 inoltre si è impegnato per devolvere 100 $ per ogni podio ottenuto, e 1 $ per ogni 10 o X (la parte più interna del 10) fatta durante le competizioni.

### Carriera sportiva
Al round di qualificazione dei Giochi di Pechino 2008 Ellison si è qualificato al 15º posto con 664 punti accedendo così alla fase a scontri diretti dove, dopo aver battuto al primo turno il canadese John Burnes (111-89), viene eliminato al turno successivo dall'altro canadese Jay Lyon con il punteggio di 113-107.
Insieme a Butch Johnson e Vic Wunderle ha partecipato alla gara a squadre in cui, dopo essersi qualificata con il terzultimo punteggio, la formazione statunitense è stata battuta al primo turno dalla squadra di Taipei per 222-218.
Il successivo quadriennio è ricco di affermazioni per l'arciere dell'Arizona che conquista l'Archery World Cup per ben due volte consecutive, nel 2010 e nel 2011, primo arciere nell'arco ricurvo a riuscirci dopo l'arciere italiano Sergio Pagni nel compound.
Oltre all'Archery World Cup, nel 2011 Brady Ellison conquista il prestigioso trofeo internazionale indoor di Nîmes, la medaglia d'oro, individuale e di squadra, ai giochi Panamericani di Guadalajara e la medaglia di bronzo individuale agli Archery World Championship di Torino.
Inoltre, nella gara preolimpica di Londra, dopo aver concluso il round di qualificazione al terzo posto, ha sconfitto nella finale per la prima posizione il coreano Im Dong-Hyun, bissando il successo anche nella gara a squadre.
Anche il 2012 è un anno pieno di soddisfazioni. Dopo essersi confermato campione al torneo internazionale indoor di Nîmes, l'arciere statunitense conquista la sua prima Indoor Archery World Cup a Las Vegas e ai World Indoor Championship di Las Vegas conquista il titolo mondiale a squadre e la medaglia di bronzo individuale.
Immediatamente prima delle olimpiadi è in testa alla classifica dell'Archery World Cup, con una vittoria e due terzi posti ed il primo nella ranking list mondiale.
Alle Olimpiadi di Londra, dopo aver concluso al 10º posto il round di qualificazione con 676 punti, Ellison viene eliminato ai sedicesimi di finale dall'australiano Taylor Worth col punteggio di 7-1.
Insieme ai compagni di squadra Jack Kaminski e Jacob Wukie conquista, invece, la medaglia d'argento, perdendo in finale con la squadra italiana per 219-218.
La stagione si conclude con la medaglia d'argento in finale di Archery World Cup (primo arciere in assoluto a disputare tre finali consecutive) e con la conquista della medaglia d'oro nel mixed team insieme a Jennifer Nichols.
Nella stagione 2013, Ellison si conferma tra i migliori arcieri al mondo, conquistando la sua seconda e per giunta consecutiva Indoor Archery World Cup (primo arciere ricurvo a riuscirci)la medaglia d'oro a squadre e la medaglia d'argento nel mixed team agli Archery World Championship di Belek-Antalya, la medaglia d'argento ai World Games a Cali e la medaglia di bronzo alla finale della Archery World Cup di Parigi.
Il 2014 è un anno importante nella carriera di Brady Ellison, in quanto, dopo aver conquistato la medaglia di bronzo individuale agli World Indoor Championship di Nîmes, per la prima volta, riesce a vincere un titolo mondiale individuale, ai World Field Championship di Zagabria, a cui affianca la medaglia d'oro a squadre.
Ma la stagione si conclude ancora meglio, con la vittoria, per la terza volta, della Archery World Cup, a Losanna, contro il giovane brasiliano Marcus Almeida, vincendo allo shoot-off 6-5.

## Palmarès
- Giochi olimpici

Londra 2012: argento a squadre
Rio de Janeiro 2016: argento a squadre e bronzo individuale
Parigi 2024: argento individuale e bronzo a squadre miste
- Mondiali

Torino 2011: bronzo individuale
Belek 2013: oro a squadre e argento a squadre miste
's-Hertogenbosch 2019: oro individuale
Yankton 2021: argento a squadre e bronzo individuale
- Giochi panamericani

Rio de Janeiro 2007: oro a squadre
Guadalajara 2011: oro a squadre e individuale
Toronto 2015: argento a squadre e individuale
Lima 2019: oro a squadre maschile e oro a squadre miste
- Mondiali indoor

Rzeszów 2009: oro a squadre
Las Vegas 2012: oro a squadre e bronzo individuale
Nîmes 2014: bronzo individuale
- Coppa del mondo

Edimburgo 2010: oro individuale
Istanbul 2011: oro individuale
Tokio 2012: oro a squadre miste e argento individuale
Parigi 2013: bronzo individuale
Losanna 2014: oro individuale
Odense 2016: oro individuale
Roma 2017: argento individuale
Samsun 2018: bronzo individuale
Mosca 2019: oro individuale
Yankton 2021: argento individuale
- Coppa del mondo indoor:

Rzeszów 2009: oro a squadre
Las Vegas 2012: oro a squadre e bronzo individuale
Nimes 2014: bronzo individuale
- Giochi mondiali

Cali 2013: argento individuale
Breslavia 2017: argento individuale
Birmingham 2022: argento individuale